# فرناندو مينديز (دراج)
فرناندو مينديز (بالبرتغالية: Fernando Mendes‏) هو دراج برتغالي، ولد في 15 سبتمبر 1946 في Rio Meão ‏ في البرتغال، وتوفي في 2 أكتوبر 2001 في بورتو في البرتغال.

## وصلات خارجية
- فرناندو مينديز على موقع أرشيف الدراجات (الإنجليزية)
- فرناندو مينديز على موقع إحصائيات الدراجات الإحترافية (الإنجليزية)
- فرناندو مينديز على موقع CycleBase (الإنجليزية)